# Горно Лисиче
«Горно Лисиче» (макед. ФК Еуромилк Горно Лисиче) — македонский футбольный клуб из одноимённого района города Скопье. Клуб основан в 1964 году. По итогам сезона 2012/2013 команда заняла четвёртое место во Второй лиге и вышла в Первую лигу. Домашние матчи команда проводит на стадионе «Горно Лисиче» в Скопье.

## История
Клуб сыграл свой первый матч в 1940 году под названием «Лисиче» против «Лебане» из Лесковаце. На протяжении многих лет команда сменила несколько названий: сначала «Ударник», а позже «Братство Единство». До определённого периода времени команда также использовала название компании «Техноком», спасшей клуб, когда он был в трудном финансовом положении. С помощью этого спонсора, жителей Горно Лисиче, игроков и правления клуба, клуб был спасён от исчезновения. Ныне клуб выступает под названием «ФК Еуромилк Горно Лисиче».